# James Johnston
Pour les articles homonymes, voir James Johnston (homonymie) et Johnston.
James Johnston est un musicien anglais né à Guildford en 1966.

## Biographie
En 1990, le chanteur, organiste et guitariste James Johnston fonde à Londres le groupe Gallon Drunk avec Michael Delanian, Nick Coombe, Max Decharne et Joe Byfield. Tandis que Gallon Drunk se forge une réputation grâce à ses concerts, de très bonnes critiques et des reparutions, James rencontre Nick Cave et une amitié naît entre les deux musiciens. Alors qu'il n'était jusque-là que musicien occasionnel pendant les tournées et autres apparitions sur scène (notamment lors des festivals Lollapalooza), James devint un membre à part entière de Nick Cave and the Bad Seeds de 2003 à 2009. Entre autres collaborations, James Johnston a travaillé avec Lydia Lunch, Barry Adamson, Dot Allison, Philippe Petit, Faust, Ulan Bator, ou sur scène avec les groupes Faust (dont il est membre officiel depuis 2007) et Bender, dont la peintre et réalisatrice Geraldine Swayne fait également partie. A collaboré également avec PJ Harvey.
En tant que peintre, il a participé à The Art of the Murder Ballad et réalisé la couverture de Nadirs du poète français Tom Buron.
- James a également collaboré en tant qu'acteur dans Clean de Olivier Assayas en 2004, et en tant que compositeur pour des projets en télévision.